# پاتریس دیمیتریو
پاتریس دیمیتریو (انگلیسی: Patrice Dimitriou؛ زادهٔ ۱۱ مارس ۱۹۸۳) بازیکن فوتبال اهل فرانسه است.